# Jaroslav Eminger
Jaroslav Eminger (4. června 1886 Čáslav – 14. července 1964 Praha) byl československý generál, známý hlavně díky svému působení ve funkci velitele Vládního vojska v období Protektorátu Čechy a Morava za druhé světové války.

## Život

### Mládí a první světová válka
Jaroslav Eminger se narodil 4. června roku 1886 v Čáslavi jako syn potomka selského rodu z Pochvalova u Loun, plukovníka rakousko-uherské armády, Čeňka rytíře Emingera. Byl jediným synem a měl další čtyři sestry. Po dokončení základního vzdělání absolvoval Eminger státní nižší reálku v Košicích, avšak po necelých dvou letech se rozhodl přejít dle vzoru svého otce na vojenskou nižší reálku v rakouském Eisenstadtu. Po následujících dvou letech, kdy školu dokončil nastoupil ještě na vyšší vojenskou reálku v Hranicích.
Následně absolvoval vojenskou akademii ve Vídeňském Novém Městě, kde mu byla po dokončení udělena v polovině srpna roku 1907 hodnost poručíka (Leutnant) rakousko-uherské armády. Zároveň s tím byl nově zařazen k českému 7. dragounskému pluku „Vévoda Lotrinský“ (Böhmisches Dragoner-Regiment „Herzog von Lothringen“ Nr. 7) pod velením plukovníka Wilhelma Kargera v Dobřanech a posléze v Praze. U pluku setrval však pouze do října roku 1911, kdy se rozhodl, že nastoupí na vojenskou školu ve Vídni. Školu dokončil v červenci roku 1914, kdy právě vypukla válka. Mezitím byl k počátku listopadu roku 1912 povýšen do hodnosti nadporučíka (Oberleutnant). Poté byl přiřazen do štábu 4. divize s níž byl odvelen na východní frontu.
Během téměř celé války sloužil na východní frontě na různých štábních postech od divize po sbor. V březnu roku 1918 byl převelen na italskou frontu a zůstal zde až do konce války. Během války získal Eminger značné množství rakouských válečných vyznamenání a dosáhl hodnosti kapitána (Hauptmann).

### Meziválečné období
Po návratu do své rodné vlasti se rozhodl Eminger pro vstup do nově vznikající Československé armády, kam byl přijat ve své původní hodnosti štábního kapitána. Následně byl odvelen na Slovensko, kde se zúčastnil bojů proti maďarským jednotkám. Za to byl následně vyznamenán Československým válečným křížem. Následně byl vyslán do Budapešti, kde sloužil jako vojenský přidělenec československé vojenské mise. Ke konci ledna roku 1921 byl povýšen do hodnosti majora generálního štábu.
Po návratu do vlasti v březnu roku 1922 byl jmenován náčelníkem štábu 5. divize v Českých Budějovicích. V této funkci byl opět povýšen a to k 28. červnu roku 1923 do hodnosti podplukovníka generálního štábu. Následně byl v roce 1924 jmenován velitelem praporu 4. jízdního pluku, který byl součástí divize v Klatovech. Jízdní vojsko se stalo Emingerovi osudným a tak byl odvelen do Pardubic, kde absolvoval na tamější škole jízdního vojska dvouměsíční kurz pro velitele pluku. Po dokončení se ještě na krátkou dobu vrátil do Klatov ke svému praporu, ale ke konci roku byl odvelen na jižní Slovensko, kde byl jmenován velitelem 3. jízdního pluku v Nových Zámcích.
Zde však pobyl jen tři měsíce a ke konci března roku 1926 byl odvelen do Pardubic, kde byl přiřazen ke zdejší škole jízdního vojska jako zástupce velitele školy. Na služebním žebříčku stoupal Eminger vcelku rychle a tak byl v září téhož roku jmenován velitelem celé školy. K 4. květnu roku 1928 byl rovněž povýšen do hodnosti plukovníka generálního štábu.
Následně velel od počátku roku 1931 2. jízdní brigádě v Brně v jejímž velení byl, díky svým mnohaletým zkušenostem u jezdectva, dekretem prezidenta republiky povýšen k 13. červenci roku 1933 do hodnosti brigádního generála.
Poté působil určitou dobu na ministerstvu národní obrany, kde sloužil jako generální inspektor jezdectva. V listopadu roku 1936 byl Eminger odvelen do Bratislavy, aby zde převzal velení 3. jízdní brigády. Zhruba o rok později byla brigáda rozšířena na 3. rychlou divizi a Eminger byl ponechán jako její velitel.

### Období druhé světové války

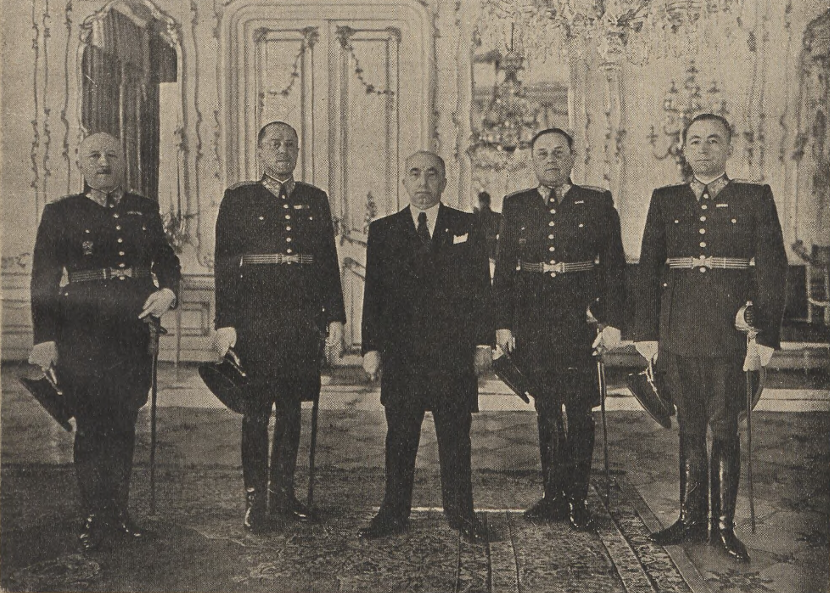
Generálové Vládního vojska M. Fassati, J. Eminger, F. Marvan a Fabián s prezidentem Emilem Háchou (časopis Vládní vojsko, č. 2, 1940)

Když byly 15. března 1939 české země obsazeny německou armádou a následující den podepsal Adolf Hitler výnos o zřízení Protektorátu Čechy a Morava, Československá armáda tím byla zrušena. Ze čtyř rychlých divizí, kterými disponovala, byly tři zrušeny a 3. rychlá divize generála Emingera se stala součástí nově vznikající Slovenské armády. Generál Eminger se tak rázem ocitl bez využití a situace v nově vzniklém Protektorátu Čechy a Morava ho nutila přemýšlet společně se svou manželkou o útěku ze země.
V případě Československé armády bylo rozhodnuto, že bude nahrazena tzv. Vládním vojskem, které Němci dovolili zformovat v maximálním počtu pouhých 7000 mužů, což odpovídalo síle brigády. Předseda protektorátní vlády, generál Alois Eliáš, měl za úkol vybrat vhodného velitele tohoto vojska a rozhodl se právě pro Emingera, který by díky své vojenské minulosti v rakousko-uherské armádě nemusel být pro Němce příliš nápadný. Eminger nabídku chvíli zvažoval, ale nakonec na ni přistoupil.
Nejprve byl v dubnu 1939 Eminger jmenován přednostou umisťovacího oddělení na „Ministerstvu národní obrany v likvidaci“, kde měl za úkol vybírat vhodné příslušníky, kteří budou přijati do Vládního vojska. Již v této době se generál Eminger projevil jako pravý vlastenec, když na schůzi důstojníků nově zřizovaného Vládního vojska prohlásil, že „vládní vojsko má být vedeno a použito tak, aby se nepříčilo zájmům českého národa“.
Generál Eminger se rovněž snažil, aby Vládní vojsko nebylo Němci využíváno k bojovým povinnostem na východní frontě.[zdroj?] Eminger oponoval, že Vládní vojsko není dostatečně vybavené a jeho muži jsou ve většině případů přestárlí, nehledě na to, že výnos o Vládním vojsku stejně zakazuje účast v zahraničí.
Roku 1943 se situace na východní frontě stala pro Německo nepříznivou a státní tajemník Karl Hermann Frank se začal obávat, že s přibližující se Rudou armádou se může v českém národě probudit naděje na osvobození a s pomocí vládního vojska, kterému Frank nevěřil, by mohlo dojít k povstání. Proto apeloval na Hitlera, který jeho obavy vyslyšel a na základě toho vydal velitel branné moci v protektorátu, generál Ferdinand Schaal rozkaz vyslání Vládního vojska do severní Itálie k plnění týlových povinností. Generál Eminger sice protestoval, ale neúspěšně.
V Itálii byly jednotky Vládního vojska nasazeny k hlídání drážních objektů mezi Florencií a Aostou, avšak značné množství mužstva přešlo k italským partyzánům. Na Emingerův popud bylo do hlášení psáno, že vojáci 'byli odvlečeni' nebo jednoduše, že jsou „nezvěstní“, čímž se Eminger snažil chránit rodiny zběhů před represemi. Generál Schaal totiž vydal rozkaz, že zběhové, kteří budou chyceni, budou na místě zastřeleni a jejich rodiny budou následně poslány do koncentračních táborů.

### Život po válce
Po válce byl generál Eminger zatčen kvůli údajné kolaboraci a 26. dubna 1947 stanul společně s generály Syrovým, Husárkem, Klecandou a Kunešem před soudem. Následně byl Eminger obviněn, že „se za okupace nechoval jak se slušelo na věrného a statečného občana československého“. Generál Eminger byl však zproštěn veškerých obvinění a soud konstatoval, že „dospěl k nevyvratitelnému přesvědčení, že obžalovaný byl věrný Čech a statečný muž, a proto byla obžaloba shledána neudržitelnou, bezpodstatnou a pravdě neodpovídající“.
I když byl brigádní generál Eminger zcela očištěn, tak po únoru roku 1948, kdy v Československu proběhl komunistický převrat, byl pro nové poměry v armádě zcela nevyhovující a tak byl postaven mimo službu. Zbytek života prožil v ústraní a trpěl značnou finanční nouzí. Zemřel 14. července 1964 v Praze.

## Válečná vyznamenání[2]
- Důstojnický kříž řádu Francouzské čestné legie
- Československý válečný kříž 1914–1918
- Československá mezispojenecká medaile vítězství
- Rakouský řád železné koruny III. třídy s válečnou dekorací a meči
- Rakouský vojenský záslužný kříž III. třídy s válečnou dekorací a meči
- Rakouská medaile za statečnost (Tapferkeitsmedaille), malá stříbrná
- Rakouská vojenská záslužná medaile v bronzu
- Pruský železný kříž II. třídy